# Pa'o

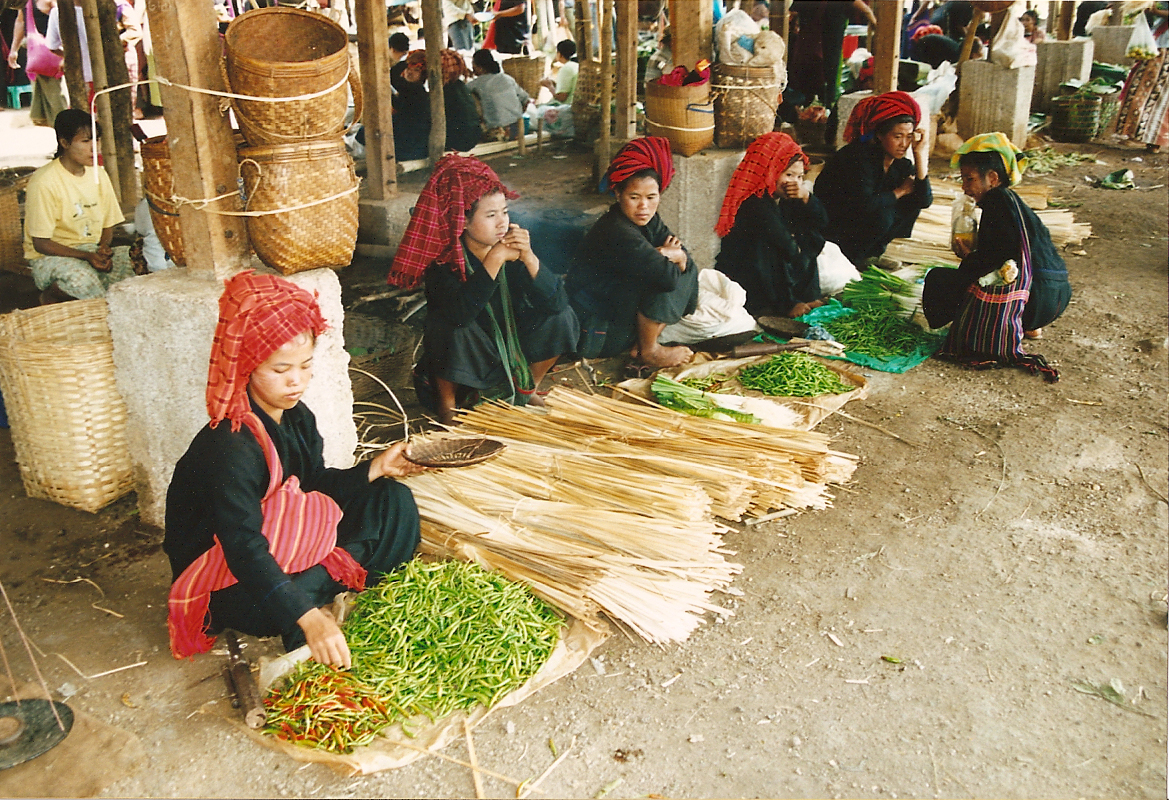
Pa'o Frauen auf einem Markt.

Die Pa'o, auch bekannt als Taungthu, sind eine ethnische Gruppe, die hauptsächlich im Shan-Staat von Myanmar lebt. Weitere Gruppen leben im Mon-Staat, im  Kayin-Staat im Kayah-Staat und in der Bago-Region. Sie sind sprachlich, kulturell und ethnisch mit den Karen verwandt, wurden aber von den Regierungen immer als eigene ethnische Gruppe anerkannt. Im Shan-Staat bilden sie nach den Shan die zweitgrößte Minderheit, im Gesamtstaat Myanmar die Siebtgrößte. Nach vielen Jahren Bürgerkrieg und Unterdrückung leben viele Pa'O im thailändischen Mae Hong Son. Die Pa'O praktizieren überwiegend den Buddhismus und sind für ihre einzigartige traditionelle Kleidung bekannt, zu der oft farbenfrohe Turbane und Kleidungsstücke gehören. Sie sind auch für ihre traditionellen Feste bekannt, zu denen Musik, Tanz und andere kulturelle Ausdrucksformen gehören, die ihr Erbe und ihre religiösen Überzeugungen feiern. Politisch haben sich die Pa'O aktiv für ihre Rechte und Autonomie in Myanmar eingesetzt. Dazu gehörte die Gründung der Pa'O National Organization (PNO) und ihres bewaffneten Flügels, der Pa-O National Army (PNA), um ihre Interessen zu vertreten und an der breiteren ethnischen Politik des Landes teilzunehmen. Eine bedeutende Entwicklung war die Schaffung der Pa'O Self-Administered Zone im Rahmen der Verfassung Myanmars von 2008, die den Pa'O ein gewisses Maß an Selbstverwaltung in ihren Regionen gewährte.